# Pierre Sillevoorts
Pierre Sillevoorts est un peintre et sculpteur flamand de la fin du XVIe siècle et début du XVIIe siècle.

## Biographie
Franc-maître de la corporation des peintres et sculpteurs à Malines, Pierre Sillevoorts signe une requête envoyée au magistrat en 1619, pour demander la répression de la concurrence faite à la corporation par les marchands étrangers, qui achetaient à bas prix des œuvres d'art que leur confectionnaient des débutants au mépris des ordonnances sur la matière.  
Il est apparenté au peintre Mathieu Sillevoorts (mort en 1603), au peintre Michel Verhoeven (fils de Jean Verhoeven et de Marguerite Sillevoorts, mariée en 1594) et aux Coxie (Michiel II, fils du peintre bien connu, épousa en 1598 Marie Sillevoorts). Il a pour élève Jan (Hans) Verhoeven, Gilles Verhoeven et Baptiste Snyders.